# Carlos Alexandre de Württemberg
Carlos Alexandre de Württemberg (24 de maio de 1684 - 12 de março de 1737) foi um nobre de Württemberg que governou o Reino da Sérvia como regente entre 1720 e 1733, quando herdou a posição de duque de Württemberg que manteve até à sua morte.

## Biografia
Nascido em Estugarda, Carlos Alexandre era o filho mais velho do duque Frederico Carlos de Württemberg-Winnental e da marquesa Leonor Juliana de Brandemburgo-Ansbach.
Sucedeu ao seu pai como duque de Württemberg-Winnental em 1698. Sendo um comandante de exército de sucesso ao serviço do Sacro-Imperador romano, tinha-se convertido ao catolicismo em 1712. Obteve grande sucesso militar sob as ordens do príncipe Eugénio de Saboia na Guerra da Sucessão Espanhola bem como contra os turcos. Em 1719, foi nomeado governador imperial de Belgrado.
Em 1720, o imperador Carlos VI nomeou-o governador do Reino da Sérvia em Belgrado. Depois de reinar autocraticamente a Sérvia por treze anos, em 1733, Carlos Alexandre herdou o Ducado de Württemberg com capital em Estugarda do seu primo, o duque Everardo Luís. Como duque de Württemberg, voltou a levar a corte de Ludwigsburgo para Estugarda. Governou o ducado até à sua morte súbita em 1737. Foi sucessido pelo seu filho de nove anos, o duque Carlos Eugénio.
Durante o seu reinado, empregou como seu financeiro Joseph Süß Oppenheimer, Joseph Oppenheimer, que foi executado em 1738 por abuso de poder durante o reinado do duque.

## Casamento e descendência
A 1 de maio de 1727, Carlos Alexandre casou-se com a princesa Maria Augusta de Thurn e Taxis. O casal teve os seguintes filhos:
1. Carlos Eugênio de Württemberg (11 de fevereiro de 1728 – 24 de outubro de 1793), casado com a princesa Isabel Frederica Sofia de Brandemburgo-Bayreuth; sem descendência. Casado depois com Franziska von Hohenheim.
2. Eugénio Luís de Württemberg (nascido e morto em 1729).
3. Luís Eugénio de Württemberg (6 de janeiro de 1731 – 20 de maio de 1795), casado com a princesa Sofia Albertina de Beichlingen; com descendência.
4. Frederico II Eugénio, Duque de Württemberg (21 de janeiro de 1732 – 23 de dezembro de 1797), casado com a marquesa Frederica de Brandemburgo-Schwedt; com descendência.
5. Alexandre Eugénio de Württemberg (1733–1734)
6. Augusta Isabel de Württemberg (30 de outubro de 1734 – 4 de junho de 1787), casada com Carlos Anselmo, 4.º Príncipe de Thurn e Taxis; com descendência.

## Na literatura e no cinema
Apesar da história do duque Carlos Alexandre e Joseph Süß Oppenheimer ser um episódio relativamente obscuro na história da Alemanha, tornou-se assunto de várias representações literárias e cinematográficas ao longo de mais de um século. A representação mais antiga desta episódio foi a novela de Wilhelm Hauff, publicada em 1827 com o título Jud Süß ("Judeu Süß"). A adaptação literária que teve mais sucesso foi o romance de Lion Feuchtwanger publicado em 1925 e que se baseou numa peça de teatro escrita pelo mesmo em 1916 que tinha tido pouco sucesso.
Ashley Dukes e Paul Kornfeld também escreveram adaptações dramáticas do romance de Feuchtwanger. Em 1934, Lothar Mendes realizou uma adaptação cinematográfica do romance.
Carlos Alexandre e a sua relação com Oppenheimer é retratada de forma ficcional no filme de propaganda nazi de 1940 realizado por Veit Harlan, também intitulado Jud Süß. Apesar de se inspirar em dados históricos da vida de Süß, todas estas adaptações apenas correspondem às fontes encontradas nos arquivos de Baden-Württemberg.

## Genealogia
| Carlos Alexandre de Württemberg | Pai: Frederico Carlos de Württemberg-Winnental | Avô paterno: Everardo III de Württemberg            | Bisavô paterno: João Frederico de Württemberg           |
| Carlos Alexandre de Württemberg | Pai: Frederico Carlos de Württemberg-Winnental | Avô paterno: Everardo III de Württemberg            | Bisavó paterna: Bárbara Sofia de Brandemburgo           |
| Carlos Alexandre de Württemberg | Pai: Frederico Carlos de Württemberg-Winnental | Avó paterna: Ana Catarina de Salm-Kyrburg           | Bisavô paterno: João Casimiro de Salm-Kyrburg           |
| Carlos Alexandre de Württemberg | Pai: Frederico Carlos de Württemberg-Winnental | Avó paterna: Ana Catarina de Salm-Kyrburg           | Bisavó paterna: Doroteia de Solms-Laubach               |
| Carlos Alexandre de Württemberg | Mãe: Leonor Juliana de Brandemburgo-Ansbach    | Avô materno: Alberto II de Brandemburgo-Ansbach     | Bisavô materno: Joaquim Ernesto de Brandemburgo-Ansbach |
| Carlos Alexandre de Württemberg | Mãe: Leonor Juliana de Brandemburgo-Ansbach    | Avô materno: Alberto II de Brandemburgo-Ansbach     | Bisavó materna: Sofia de Solms-Laubach                  |
| Carlos Alexandre de Württemberg | Mãe: Leonor Juliana de Brandemburgo-Ansbach    | Avó materna: Sofia Margarida de Oettingen-Oettingen | Bisavô materno: Joaquim Ernesto de Oettingen-Oettingen  |
| Carlos Alexandre de Württemberg | Mãe: Leonor Juliana de Brandemburgo-Ansbach    | Avó materna: Sofia Margarida de Oettingen-Oettingen | Bisavó materna: Sibila de Solms-Sonnenwalde             |